# Хухтала, Вяйнё
Вя́йнё Ху́хтала (фин. Väinö Huhtala; род. 24 декабря 1935, Сийкайоки, Финляндия - 18 июня 2016, Йямся, Финляндия) — финский лыжник, олимпийский чемпион, призёр чемпионатов мира. Брат лыжника Эйно Хухталы.

## Карьера
На Олимпийских играх 1960 года в Скво-Вэлли, завоевал золотую медаль эстафете, кроме того был 13-м в гонке на 15 км. В том же году первенствовал на Шведских лыжных играх в Фалуне.
На Олимпийских играх 1964 года в Инсбруке, завоевал серебро в эстафетной гонке, а также занял 4-е место в гонке на 15 км и 14-е место в гонке на 30 км.
На чемпионате мира-1962 в Закопане завоевал серебряную медаль в эстафете, а также был 13-м в гонке на 15 км.
На чемпионатах Финляндии побеждал 6 раз, 2 раза в гонках на 15 км (1961 и 1962) и 4 раза в эстафете ((1960, 1961, 1963, 1964).
Кроме лыжных гонок серьёзно занимался академической греблей, в частности, трижды побеждал на чемпионатах Финляндии (1957, 1958 и 1960) в классе парных четвёрок лёгкого веса без рулевого.